# Silke Rottenberg
Silke Rottenberg (ur. 25 stycznia 1972 w Euskirchen) – niemiecka piłkarka grająca na pozycji bramkarza, mistrzyni świata z 2003, 2007 (w rozgrywkach finałowych jako rezerwowa), mistrzyni Europy z 1997, 2001 i 2005, brązowa medalistka Letnich Igrzysk Olimpijskich 2000 w Sydney i 2004 w Atenach.